# Суперкуп Јадранске лиге у кошарци 2023.
Суперкуп Јадранске лиге у кошарци 2023, или АБА суперкуп 2023. (енгл. 2023 ABA Super Cup) било је четврто издање предсезонског куп такмичења клубова који учествују у Јадранској лиги. Турнир је одржан у периоду од 18. до 20. септембра 2023. у Подгорици, а сви мечеви су одиграни у спортском центру Морача, који је домаћи терен клубова Будућност ВОЛИ и СЦ Дерби.

## Пропозиције такмичења
- Право наступа на овогодишњем Суперкупу остварило је осам најбоље пласираних екипа у претходној сезони Јадранске лиге. Међутим, Црвена звезда Мердијанбет је отказала учешће, те је њено место заузела Игокеа м:тел, која је такмичење у Јадранској лиги 2022/23. завршила на деветом месту. Клубови су жребањем добили такмичарске бројеве од 1 до 8.
- У четвртфиналу су клубови упарени на следећи начин:
  - четвртфинална утакмица 1: такм. број 1 — такм. број 8
  - четвртфинална утакмица 2: такм. број 2 — такм. број 7
  - четвртфинална утакмица 3: такм. број 3 — такм. број 6
  - четвртфинални утакмица 4: такм. број 4 — такм. број 5
- У полуфиналу су клубови упарени на следећи начин:
  - полуфинална утакмица 1: победници четвртфиналних утакмица 1 и 4
  - полуфинална утакмица 2: победници четвртфиналних утакмица 2 и 3
- Клубови који су поражени у четвртфиналу играју још по две утакмице како би се одредио пласман од 5. до 8. места.
- Победници полуфиналних утакмица остварују пласман у финале, док поражени играју за трече место.[3][4]

## Учесници
| Такм. број | Клуб                | Пласман у сез. 2022/23. | Напомене                          |
| ---------- | ------------------- | ----------------------- | --------------------------------- |
| 1          | Партизан Моцарт бет | 1.                      |                                   |
| 2          | Будућност ВОЛИ      | 3.                      | домаћин турнира                   |
| 3          | ФМП Сокербет        | 5.                      |                                   |
| 4          | Цедевита Олимпија   | 4.                      |                                   |
| 5          | Игокеа м:тел        | 9.                      | уместо Црвене звезде Меридијанбет |
| 6          | Мега МИС            | 6.                      |                                   |
| 7          | Задар               | 7.                      |                                   |
| 8          | СЦ Дерби            | 8.                      |                                   |

## Прво коло

### Четвртфинале
| 18. 9. 2023. 12:00 | Извештај | Цедевита Олимпија                                                               | 65 : 75 | Игокеа м:тел                        | Спортски центар Морача, Подгорица Гледаоци: 100 Судије: Јосип Радојковић, Марко Мустапић, Бојан Поповић |  |
| 18. 9. 2023. 12:00 | Извештај | Четвртине: 17 : 27, 15 : 17, 21 : 18, 12 : 13                                   |         |                                     | Спортски центар Морача, Подгорица Гледаоци: 100 Судије: Јосип Радојковић, Марко Мустапић, Бојан Поповић |  |
| 18. 9. 2023. 12:00 | Извештај | Поени: Матковић 21 Скокови: Матковић 12 Асистенције: Кобс 5 Индекс: Матковић 24 |         | Танасковић 14 Атић 8 Муди 8 Атић 18 | Спортски центар Морача, Подгорица Гледаоци: 100 Судије: Јосип Радојковић, Марко Мустапић, Бојан Поповић |  |

| 18. 9. 2023. 15:00 | Извештај | Партизан Моцарт бет                                                                 | 89 : 78 | Мега МИС                                 | Спортски центар Морача, Подгорица Гледаоци: 1.600 Судије: Милош Кољеншић, Радош Савовић, Војислав Лепетић |  |
| 18. 9. 2023. 15:00 | Извештај | Четвртине: 25 : 25, 26 : 18, 16 : 24, 22 : 11                                       |         |                                          | Спортски центар Морача, Подгорица Гледаоци: 1.600 Судије: Милош Кољеншић, Радош Савовић, Војислав Лепетић |  |
| 18. 9. 2023. 15:00 | Извештај | Поени: Нанели 13 Скокови: Смаилагић 5 Асистенције: четири играча 2 Индекс: Ледеј 15 |         | Јелавић 21 Топић 9 Иљасоглу 6 Јелавић 26 | Спортски центар Морача, Подгорица Гледаоци: 1.600 Судије: Милош Кољеншић, Радош Савовић, Војислав Лепетић |  |

| 18. 9. 2023. 18:00 | Извештај | Будућност ВОЛИ                                                                                 | 70 : 58 | Задар                                             | Спортски центар Морача, Подгорица Гледаоци: 1.550 Судије: Сашо Петек, Урош Обркнежевић, Стефан Ћалић |  |
| 18. 9. 2023. 18:00 | Извештај | Четвртине: 15 : 14, 18 : 13, 17 : 13, 20 : 18                                                  |         |                                                   | Спортски центар Морача, Подгорица Гледаоци: 1.550 Судије: Сашо Петек, Урош Обркнежевић, Стефан Ћалић |  |
| 18. 9. 2023. 18:00 | Извештај | Поени: Рајт IV 11 Скокови: четири играча 5 Асистенције: Рајт IV 3 Индекс: Вилијамс, Грбовић 12 |         | Дрежњак 14 Жганец 7 Жганец, Јамбровић 3 Рамљак 21 | Спортски центар Морача, Подгорица Гледаоци: 1.550 Судије: Сашо Петек, Урош Обркнежевић, Стефан Ћалић |  |

| 18. 9. 2023. 21:00 | Извештај | ФМП Сокербет                                                                             | 75 : 93 | СЦ Дерби                                                                             | Спортски центар Морача, Подгорица Гледаоци: 150 Судије: Лука Кардум, Марио Мајкић, Драган Поробић |  |
| 18. 9. 2023. 21:00 | Извештај | Четвртине: 15 : 24, 18 : 22, 20 : 23, 22 : 24                                            |         |                                                                                      | Спортски центар Морача, Подгорица Гледаоци: 150 Судије: Лука Кардум, Марио Мајкић, Драган Поробић |  |
| 18. 9. 2023. 21:00 | Извештај | Поени: Вотсон 16 Скокови: Вотсон 9 Асистенције: Тарнер, Шарановић 3 Индекс: Шарановић 18 |         | Докинс, Ивишић, Павлићевић 13 Камењаш 10 Капуста, Павлићевић 3 Докинс, Павлићевић 16 | Спортски центар Морача, Подгорица Гледаоци: 150 Судије: Лука Кардум, Марио Мајкић, Драган Поробић |  |

## Друго коло

### Утакмице за пласман од 5. до 8. места
| 19. 9. 2023. 12:00 | Извештај | Цедевита Олимпија                                                                  | 75 : 88 | Мега МИС                                          | Спортски центар Морача, Подгорица Гледаоци: 150 Судије: Јосип Радојковић, Лука Кардум, Радош Савовић |  |
| 19. 9. 2023. 12:00 | Извештај | Четвртине: 19 : 31, 18 : 16, 17 : 23, 21 : 18                                      |         |                                                   | Спортски центар Морача, Подгорица Гледаоци: 150 Судије: Јосип Радојковић, Лука Кардум, Радош Савовић |  |
| 19. 9. 2023. 12:00 | Извештај | Поени: Блажич 19 Скокови: Блажич 11 Асистенције: Кобс, Радовић 3 Индекс: Блажич 25 |         | Топић 21 Јелавић 10 Миљеновић 7 Јелавић, Топић 21 | Спортски центар Морача, Подгорица Гледаоци: 150 Судије: Јосип Радојковић, Лука Кардум, Радош Савовић |  |

| 19. 9. 2023. 15:00 | Извештај | ФМП Сокербет                                                                                 | 71 : 77 | Задар                                              | Спортски центар Морача, Подгорица Гледаоци: 150 Судије: Марио Мајкић, Драган Поробић, Бојан Поповић |  |
| 19. 9. 2023. 15:00 | Извештај | Четвртине: 12 : 32, 22 : 13, 26 : 16, 11 : 16                                                |         |                                                    | Спортски центар Морача, Подгорица Гледаоци: 150 Судије: Марио Мајкић, Драган Поробић, Бојан Поповић |  |
| 19. 9. 2023. 15:00 | Извештај | Поени: Ашћерић 18 Скокови: Ашћерић, Суботић 6 Асистенције: Ашћерић, Вокер 4 Индекс: Вокер 18 |         | Мазалин 26 Јамбровић 8 Жганец, Рамљак 3 Мазалин 34 | Спортски центар Морача, Подгорица Гледаоци: 150 Судије: Марио Мајкић, Драган Поробић, Бојан Поповић |  |

### Полуфинале
| 19. 9. 2023. 18:00 | Извештај | Партизан Моцарт бет                                                                                    | 91 : 84 | Игокеа м:тел                              | Спортски центар Морача, Подгорица Гледаоци: 1.760 Судије: Милош Кољеншић, Сашо Петек, Војислав Лепетић |  |
| 19. 9. 2023. 18:00 | Извештај | Четвртине: 27 : 13, 24 : 18, 29 : 29, 11 : 24                                                          |         |                                           | Спортски центар Морача, Подгорица Гледаоци: 1.760 Судије: Милош Кољеншић, Сашо Петек, Војислав Лепетић |  |
| 19. 9. 2023. 18:00 | Извештај | Поени: Смаилагић 15 Скокови: Копривица, Нанели 5 Асистенције: Аврамовић 4 Индекс: Пантер, Смаилагић 17 |         | Јеремић 23 Николић 12 Гордић 7 Николић 26 | Спортски центар Морача, Подгорица Гледаоци: 1.760 Судије: Милош Кољеншић, Сашо Петек, Војислав Лепетић |  |

| 19. 9. 2023. 21:00 | Извештај | Будућност ВОЛИ                                                        | 63 : 69 | СЦ Дерби                                                     | Спортски центар Морача, Подгорица Гледаоци: 950 Судије: Урош Обркнежевић, Марко Мустапић, Стефан Ћалић |  |
| 19. 9. 2023. 21:00 | Извештај | Четвртине: 11 : 13, 18 : 22, 17 : 14, 17 : 20                         |         |                                                              | Спортски центар Морача, Подгорица Гледаоци: 950 Судије: Урош Обркнежевић, Марко Мустапић, Стефан Ћалић |  |
| 19. 9. 2023. 21:00 | Извештај | Поени: Џоунс 14 Скокови: Вилијамс 6 Асистенције: Рос 7 Индекс: Рос 20 |         | Докинс 24 Камењаш 8 Дрежњак, Капуста, Павлићевић 3 Докинс 23 | Спортски центар Морача, Подгорица Гледаоци: 950 Судије: Урош Обркнежевић, Марко Мустапић, Стефан Ћалић |  |

## Треће коло

### Утакмица за 7. место
| 20. 9. 2023. 12:00 | Извештај | ФМП Сокербет                                                                     | 85 : 81 | Цедевита Олимпија                   | Спортски центар Морача, Подгорица Гледаоци: 10 Судије: Милош Кошеншић, Радош Савовић, Бојан Поповић |  |
| 20. 9. 2023. 12:00 | Извештај | Четвртине: 22: 24, 12 : 14, 19 : 16, 17 : 16, 15 : 11                            |         |                                     | Спортски центар Морача, Подгорица Гледаоци: 10 Судије: Милош Кошеншић, Радош Савовић, Бојан Поповић |  |
| 20. 9. 2023. 12:00 | Извештај | Поени: Суботић 22 Скокови: Степановић 7 Асистенције: Тарнер 8 Индекс: Суботић 25 |         | Арманд 22 Блажич 7 Арманд 7 Глас 22 | Спортски центар Морача, Подгорица Гледаоци: 10 Судије: Милош Кошеншић, Радош Савовић, Бојан Поповић |  |

### Утакмица за 5. место
| 20. 9. 2023. 15:00 | Извештај | Задар                                                                     | 78 : 101 | Мега МИС                             | Спортски центар Морача, Подгорица Гледаоци: 19 Судије: Марио Мајкић, Драган Поробић, Војислав Лепетић |  |
| 20. 9. 2023. 15:00 | Извештај | Четвртине: 13 : 21, 18 : 27, 22 : 30, 25 : 23                             |          |                                      | Спортски центар Морача, Подгорица Гледаоци: 19 Судије: Марио Мајкић, Драган Поробић, Војислав Лепетић |  |
| 20. 9. 2023. 15:00 | Извештај | Поени: Лакић 17 Скокови: Његован 8 Асистенције: Жганец 4 Индекс: Лакић 16 |          | Топић 27 Јелавић 10 Топић 4 Топић 31 | Спортски центар Морача, Подгорица Гледаоци: 19 Судије: Марио Мајкић, Драган Поробић, Војислав Лепетић |  |

### Утакмица за 3. место
| 20. 9. 2023. 18:00 | Извештај | Будућност ВОЛИ                                                                     | 79 : 68 | Игокеа м:тел                                | Спортски центар Морача, Подгорица Гледаоци: 550 Судије: Сашо Петек, Урош Обркнежевић, Стефан Ћалић |  |
| 20. 9. 2023. 18:00 | Извештај | Четвртине: 13 : 13, 26 : 23, 16 : 12, 24 : 20                                      |         |                                             | Спортски центар Морача, Подгорица Гледаоци: 550 Судије: Сашо Петек, Урош Обркнежевић, Стефан Ћалић |  |
| 20. 9. 2023. 18:00 | Извештај | Поени: три играча 14 Скокови: Рајт IV, Рос 5 Асистенције: Рајт IV 3 Индекс: Рос 21 |         | Танасковић 27 Атић 5 Гордић 6 Танасковић 32 | Спортски центар Морача, Подгорица Гледаоци: 550 Судије: Сашо Петек, Урош Обркнежевић, Стефан Ћалић |  |

### Финале
| 20. 9. 2023. 21:00 | Извештај | Партизан Моцарт бет                                                                     | 81 : 83 | СЦ Дерби                                 | Спортски центар Морача, Подгорица Гледаоци: 2.650 Судије: Лука Кардум, Јосип Радојковић, Марко Мустапић |  |
| 20. 9. 2023. 21:00 | Извештај | Четвртине: 22 : 25, 18 : 17, 26 : 21, 15 : 20                                           |         |                                          | Спортски центар Морача, Подгорица Гледаоци: 2.650 Судије: Лука Кардум, Јосип Радојковић, Марко Мустапић |  |
| 20. 9. 2023. 21:00 | Извештај | Поени: Пантер 23 Скокови: Копривица 5 Асистенције: Аврамовић, Дожер 3 Индекс: Пантер 27 |         | Докинс 18 Камењаш 8 Капуста 5 Камењаш 22 | Спортски центар Морача, Подгорица Гледаоци: 2.650 Судије: Лука Кардум, Јосип Радојковић, Марко Мустапић |  |

| Стартери:       | Стартери: | Стартери:        | П          | С          | А          |
| --------------- | --------- | ---------------- | ---------- | ---------- | ---------- |
| КЦ / Ц          | 2         | Зак Ледеј        | 13         | 4          | 0          |
| Б               | 7         | Кевин Пантер     | 23         | 3          | 1          |
| К               | 32        | Урош Трифуновић  | 2          | 0          | 2          |
| Б / К           | 35        | Пи-Џеј Дожер     | 11         | 4          | 3          |
| КЦ / Ц          | 44        | Френк Камински   | 8          | 1          | 2          |
| Резерве:        |           |                  |            |            |            |
| КЦ              | 1         | Тристан Вукчевић | Није играо | Није играо | Није играо |
| П               | 4         | Алекса Аврамовић | 3          | 3          | 3          |
| Ц               | 5         | Балша Копривица  | 4          | 5          | 1          |
| КЦ / Ц          | 9         | Ален Смаилагић   | 4          | 4          | 0          |
| П               | 10        | Огњен Јарамаз    | 0          | 1          | 0          |
| Б / К           | 21        | Џејмс Нанели     | 11         | 1          | 2          |
| Б               | 33        | Данило Анђушић   | 2          | 1          | 0          |
| Тренер:         |           |                  |            |            |            |
| Жељко Обрадовић |           |                  |            |            |            |

| ПАР           | Статистика        | СЦД           |
| ------------- | ----------------- | ------------- |
|               | Статистика        |               |
| 19/28 (67,9%) | Шут за 2 поена    | 19/34 (55,9%) |
| 10/34 (29,4%) | Шут за 3 поена    | 11/26 (42,3%) |
| 13/15 (86,7%) | Слободна бацања   | 12/18 (66,7%) |
| 6             | Скокови у нападу  | 9             |
| 21            | Скокови у одбрани | 25            |
| 27            | Укупно скокова    | 34            |
| 14            | Асистенција       | 19            |
| 7             | Украдених лопти   | 5             |
| 7             | Изгубљених лопти  | 11            |
| 1             | Блокада           | 0             |
| 21            | Личних грешака    | 22            |

| Стартери:    | Стартери: | Стартери:         | П  | С | А |
| ------------ | --------- | ----------------- | -- | - | - |
| П            | 4         | Никола Павлићевић | 3  | 3 | 3 |
| Б / К        | 15        | Обри Докинс       | 18 | 1 | 0 |
| Б            | 23        | Матео Дрежњак     | 5  | 4 | 2 |
| Ц            | 34        | Кенан Камењаш     | 14 | 8 | 2 |
| КЦ           | 70        | Давид Мирковић    | 3  | 2 | 0 |
| Резерве:     |           |                   |    |   |   |
| Б            | 3         | Лука Богавац      | 11 | 2 | 0 |
| Б            | 6         | Зоран Вучељић     | 4  | 5 | 0 |
| К / КЦ       | 8         | Емир Хаџибеговић  | 9  | 3 | 0 |
| Ц            | 11        | Василије Баћовић  | 0  | 2 | 0 |
| Ц            | 13        | Томислав Ивишић   | 2  | 1 | 4 |
| П            | 22        | Игор Дробњак      | 4  | 1 | 3 |
| П            | 44        | Борна Капуста     | 10 | 2 | 5 |
| Тренер:      |           |                   |    |   |   |
| Андреј Жакељ |           |                   |    |   |   |

| Победник Суперкупа Јадранске лиге у кошарци 2023. |
| ------------------------------------------------- |
| Студентски центар 1. титула                       |

## Коначан пласман
| Место | Клуб                |
| ----- | ------------------- |
|       | СЦ дерби            |
|       | Партизан Моцарт бет |
|       | Будућност ВОЛИ      |
| 4.    | Игокеа м:тел        |
| 5.    | Мега МИС            |
| 6.    | Задар               |
| 7.    | ФМП Сокербет        |
| 8.    | Цедевита Олимпија   |